# Klaus-Hagen Latwesen
Klaus-Hagen Latwesen (* 26. Juni 1940 in Hagen) ist ein deutscher Schauspieler und Regisseur.

## Leben
Latwesen erhielt seine schauspielerische Ausbildung an der Hochschule für Musik und Theater Hannover. Auftritte führten ihn an das Städtebundtheater Hof, Stadttheater Bamberg, Stadttheater Hildesheim, in Hannover an das Landestheater Hannover und das Neue Theater sowie in Hamburg an das Theater im Zimmer, Ernst-Deutsch-Theater, die Hamburger Kammerspiele und das Operettenhaus. Ende der 1960er- und Anfang der 1970er-Jahre war Latwesen in mehreren Filmen des Regisseurs Rolf Olsen wie Der Pfarrer von St. Pauli, Auf der Reeperbahn nachts um halb eins (1969) oder Das Stundenhotel von St. Pauli mit Curd Jürgens sowie in Das kann doch unsren Willi nicht erschüttern mit Heinz Erhardt zu sehen.
Ein Schwerpunkt von Latwesens Arbeit war dann lange Zeit das Freilichttheater. 1973, 1975 und 1981 bis 1987 verkörperte er Winnetou bei den Karl-May-Spielen Bad Segeberg, wo er von 1981 bis 1987 zugleich als Intendant, Buchautor und Regisseur beschäftigt war und wesentlichen Anteil am Wiederaufstieg der Spiele hatte. Er gilt als Retter der Karl-May-Spiele, die Anfang der 1980er-Jahre vor dem Aus standen. Unter Latwesens Vorgänger Harry Walther waren die Produktionskosten gestiegen, das Zuschauerinteresse aber ließ nach. 1980 sahen nur noch 87.680 Zuschauer das vom Walther inszenierte Stück „Im Tal des Todes“. Die seinerzeit neugegründete Kalkberg GmbH holte mit Latwesen einen Mann, der als Theater-Tourneeveranstalter (siehe unten) unternehmerisches Denken und kostenbewusstes Handeln unter Beweis gestellt hatte. Das tat er auch in Segeberg: Er verzichtete, im Gegensatz zu seinem Vorgänger, auf Gaststars mit hohen Gagen, setzte stattdessen auf ein festes Team, in dem auch schauspielerisch talentierte Stuntleute wie Klaus Schichan, Fred Braeutigam, Wilfried Zander oder Peter Hick, der Latwesen 1988 als Intendant ablösen sollte, wichtige Rollen übernahmen. Bevor es mit Latwesen am Kalkberg wieder bergauf ging, musste aber auch er zunächst einen Tiefpunkt überwinden: In der Spielzeit 1982 (“Winnetou - der rote Gentlemen”) kamen nur 45.866 Besucher. Das war allerdings hauptsächlich dem Umstand geschuldet, dass wegen der Fussball-WM in Spanien die Zahl der Vorstellungen drastisch reduziert (auf 29 Vorstellungen; 1980 waren es 54) und teilweise in die Vormittagsstunden gelegt wurden. Ab 1983 stiegen dann die Zuschauerzahlen deutlich an: 1983 kamen 131.301 Zuschauer, um Old Surehand zu sehen, in der Spielzeit 1984 besuchten 140.532 Zuschauer die Kalkberg-Arena und sahen dort "Unter Geiern - Die Felsengeier", 1985 waren 160.422 beim "Ölprinz" zu Gast, am Ende der Saison 1986 (Halbblut) zählte man 164.876 Besucher und in Latwesens letzter Saison 1987 (Winnetou I - Blutsbrüder) 146.791 Zuschauer. Im Buch "Am Fuße des Kalkbergs - Das Bad Segeberger Karl-May-Spektakel in den 80ern" heißt es dazu, dass die Spiele in den Jahren ab 1983 für Latwesen und sein Ensemble zu einem "Triumphzug" wurden. Latwesen, der in seiner Jugend niedersächsischer Juniorenmeister im Fünfkampf war, interpretierte die Rolle des Winnetou besonders sportlich und actionreich. 1986 brach er sich bei einer Probe zum Stück "Halbblut" sogar das Handgelenk, was ihn aber nicht davon abhielt, die Saison durchzuspielen und Kampf-, Reit- und Kletterszenen am Kalkberg zu absolvieren.
Weitere Freilichtdarstellungen führten Latwesen nach Hannover-Herrenhausen, Jagsthausen, das Naturtheater Greifensteine, die Waldbühne in Northeim und die Berliner Waldbühne.
Ab 1977 produzierte er, gemeinsam mit seinem Schauspielkollegen Rudolf H. Herget, mit dem er bereits gemeinsam am Kalkberg das Blutsbrüderpaar Winnetou und Old Shatterhand gegeben hatte (1973 in „Unter Geiern“), sein eigenes Tourneetheater „Tournee Mondon“ (anderer Name: theater transfer) und gastierte damit in mehreren Städten in Deutschland sowie in Luxemburg mit Stücken nach Karl May ("Winnetou", "Der Schut") und Dumas ("Der Graf von Monte Christo"). Latwesen fungierte dabei als Autor der Bühnenfassung, Regisseur (hierbei unter dem Pseudonym Peter Thompson) und Hauptdarsteller.
Auf der Freilichtbühne an den Greifensteinen bei Annaberg-Buchholz inszenierte er 2002 und 2003 Der Schut und brachte auf der Lübecker Freilichtbühne am 23. Juli 2007 das Abenteuerstück Robin Hood zur Uraufführung, worin er selbst Richard Löwenherz verkörperte. Latwesen wollte über Jahre hinweg eine weitere Freilichtbühne für Karl-May-Spiele errichten, hatte dafür Standorte u. a. in Bayern (Altmühltal) und in der sächsischen Schweiz in Betracht gezogen. Letztendlich kam er damit aber nicht über das Planungsstadium hinaus.
Bei Dichterlesungen interpretiert er indianische Dichtung und Karl-May-Episoden. Latwesen lebt in Hamburg.

## Auszeichnungen
- 1969: Bester Nachwuchsschauspieler
- 2006: Scharlih

## Filmografie
- 1968: Johannes durch den Wald
- 1969: Todesschüsse am Broadway
- 1969: Kurz vor dem Sprung
- 1969: Auf der Reeperbahn nachts um halb eins
- 1970: Der Pfarrer von St. Pauli
- 1970: Das Stundenhotel von St. Pauli
- 1970: Das kann doch unsren Willi nicht erschüttern
- 1971: Sonne, Sylt und kesse Krabben
- 1972: Der Illegale
- 1978: MS Franziska (3 Folgen)
- 1983: Wagen 106 – Selbsthilfe
- 1988: Die Schwarzwaldklinik (3 Folgen)
- 1999: OA jagt Oberärztin
- 2012: Das Duo – Der tote Mann und das Meer